# Monthodon
Monthodon település Franciaországban, Indre-et-Loire megyében. Lakosainak száma 643 fő (2022. január 1.). Monthodon Authon, Le Boulay, La Ferrière, Les Hermites, Prunay-Cassereau, Saint-Arnoult, Saint-Martin-des-Bois és Saint-Laurent-en-Gâtines községekkel határos.

## Népesség
A település népességének változása:
| Lakosok száma | 673  | 560  | 547  | 621  | 598  | 606  | 631  | 641  | 642  | 643  |
|               | 1968 | 1982 | 1990 | 2006 | 2013 | 2015 | 2017 | 2019 | 2020 | 2022 |